# Tauxières-Mutry
Tauxières-Mutry ist eine ehemalige Gemeinde im französischen Département Marne in der Region Grand Est. Die Ortschaft wurde mit Wirkung vom 1. Januar 2016 mit Louvois zur Commune nouvelle Val de Livre zusammengeschlossen. Nachbarorte von Tauxières-Mutry sind Ville-en-Selve im Norden, Louvois im Nordosten, Bouzy im Südosten, Tours-sur-Marne im Süden und Fontaine-sur-Ay im Westen.

## Bevölkerungsentwicklung
| Jahr      | 1962 | 1968 | 1975 | 1982 | 1990 | 1999 | 2008 | 2015 |
| --------- | ---- | ---- | ---- | ---- | ---- | ---- | ---- | ---- |
| Einwohner | 175  | 197  | 200  | 200  | 230  | 249  | 266  | 312  |

## Sehenswürdigkeiten
- romanische Kirche Saint-Hilaire, erneuert im 13. Jahrhundert
- Schloss von Tauxières-Mutry, erbaut im 14. Jahrhundert

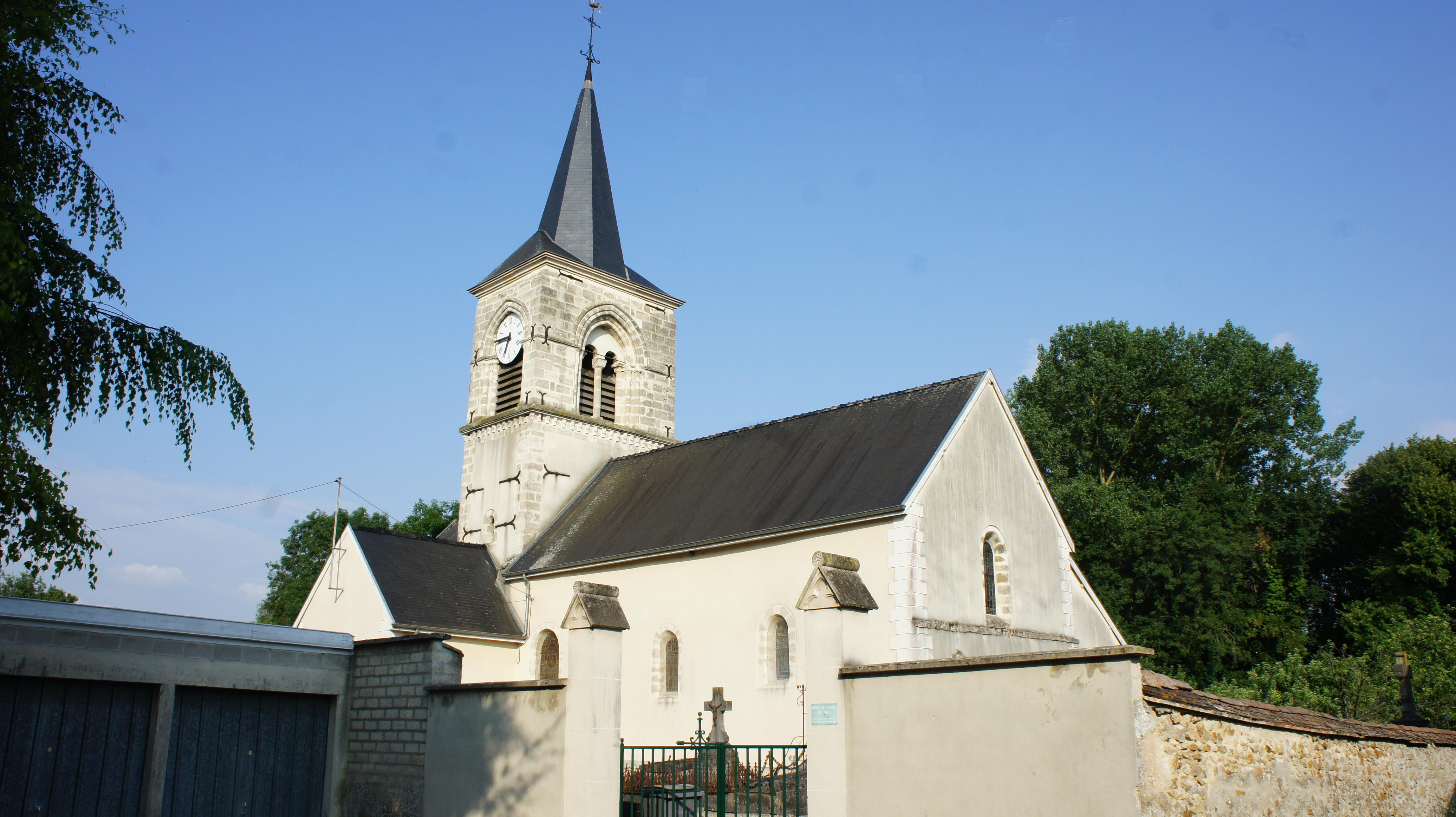
Kirche Saint-Hilaire